# 青春の記憶
「青春の記憶」（せいしゅんのきおく）は、日本の音楽グループ・ALFIEの2作目のシングル。

## 概要
- 前作「夏しぐれ」から9か月ぶりにして、アルバム『青春の記憶』からの先行シングル。
- 三宅康夫在籍及びALFIE名義としての最後のシングルでもある。
- 次作のサードシングルとなる予定であった「府中捕物控」は発売中止となり、枚数には数えられない為、次作シングル曲は「ラブレター」となる。

## 収録曲
| 全作詞: 松本隆、全作曲: 筒美京平、全編曲: 馬飼野康二。 |                |        |            |      |
| #                                                      | タイトル       | 作詞   | 作曲・編曲 | 時間 |
| A面.                                                   | 「青春の記憶」 | 松本隆 | 筒美京平   | 2:40 |
| B面.                                                   | 「真夏の夢」   | 松本隆 | 筒美京平   | 3:33 |

### 解説
1. 青春の記憶
2. 真夏の夢
2020年8月26日に発売された68thシングル「友よ人生を語る前に」の初回限定盤Bのカップリングにライブ・ヴァージョンが収録された。

## 収録アルバム
- 青春の記憶 (#1,2)